# 221
221 (CCXXI na numeração romana) foi um ano comum do século III do Calendário Juliano, da Era de Cristo, teve início a uma segunda-feira  e terminou também a uma segunda-feira, a sua letra dominical foi G (52 semanas).
| Ano completo                         |
| ------------------------------------ |
| Ano comum com início à segunda-feira |